# Harbin Sports City Center Stadium
Harbin Sports City Center Stadium – wielofunkcyjny stadion w Harbinie, w Chinach. Obiekt może pomieścić 50 000 widzów. Swoje spotkania rozgrywają na nim piłkarze klubu Harbin Yiteng.